# Distrito de Gorzów
Gorzów (polaco: powiat gorzowski) es un distrito (powiat) del voivodato de Lubusz (Polonia). Fue constituido el 1 de enero de 1999 como resultado de la reforma del gobierno local de Polonia aprobada el año anterior. Su sede administrativa es Gorzów Wielkopolski, aunque la ciudad no forma parte de él y por sí misma es otro distrito distinto. Además de con dicha ciudad, limita al oeste con Alemania y con otros cinco distritos de Polonia: al oeste y al norte con Myślibórz, al este con Strzelce-Drezdenko, al sudeste con Międzyrzecz, al sur con Sulęcin y al suroeste con Słubice. Está dividido en siete municipios (gmina): uno urbano (Kostrzyn nad Odrą), otro urbano-rural (Witnica) y cinco rurales (Bogdaniec, Deszczno, Kłodawa, Lubiszyn y Santok). En 2011, según la Oficina Central de Estadística polaca, el distrito tenía una superficie de 1214,23 km² y una población de 68 065 habitantes.